# Damasta
Damasta (griechisch Δαμάστα (n. sg.)) ist ein Dorf auf der griechischen Mittelmeerinsel Kreta. Zusammen mit Astrino bildet es eine Ortschaft im Gemeindebezirk Tylissos der Gemeinde Malevizi.

## Geschichte
Die erste Erwähnung als Dhamasta durch Francesco Barozzi datiert auf das Jahr 1577.
Während des Zweiten Weltkriegs wurde dort am 8. August 1944 durch kretische Widerstandskämpfer unter Führung des britischen SOE-Offiziers William Stanley Moss ein Hinterhalt gelegt, um die deutschen Streitkräfte vom Angriff auf Anogia abzuhalten. Als Vergeltung exekutierten die Deutschen am 21. August 1944 auf Befehl des Generals Friedrich-Wilhelm Müller 30 männliche Einwohner des Dorfes.